# Store Rammsjö
Store Rammsjö är en sjö i Kungsbacka kommun i Halland och ingår i Viskan-Rolfsåns kustområde. Sjön är 14,9 meter djup, har en yta på 0,221 kvadratkilometer och befinner sig 102,6 meter över havet. Sjön avvattnas av vattendraget Rammbäcken. Vid provfiske har abborre, gädda och mört fångats i sjön.

## Delavrinningsområde
Store Rammsjö ingår i det delavrinningsområde (636784-128915) som SMHI kallar för Mynnar i Löftaån. Medelhöjden är 101 meter över havet och ytan är 3,6 kvadratkilometer. Det finns inga avrinningsområden uppströms utan avrinningsområdet är högsta punkten. Rammbäcken som avvattnar avrinningsområdet har biflödesordning 2, vilket innebär att vattnet flödar genom totalt 2 vattendrag innan det når havet efter 19 kilometer. Avrinningsområdet består mestadels av skog (76 %) och jordbruk (15 %). Avrinningsområdet har 0,22 kvadratkilometer vattenytor vilket ger det en sjöprocent på 6,2 %.